# Die Ratten von Amsterdam
Die Ratten von Amsterdam ist ein britischer Thriller aus dem Jahr 1971. Er basiert auf dem Roman Souvenirs (Puppet on a Chain) von Alistair MacLean.

## Handlung
Im Zuge eines grassierenden Drogenkrieges ermordet ein Attentäter in einem Haus in Los Angeles drei Hippie-Dealer. Die US-Regierung entsendet daraufhin den Spezialagenten Paul Sherman in die Niederlande, da sowohl von dort das Heroin nach Amerika verbracht wird als auch die drei Ermordeten Angestellte einer niederländischen Importfirma waren.
Kaum in Schiphol angekommen wird Sherman Zeuge, wie sein Kontaktmann, Agent Jimmy Duclos, von demselben Attentäter ermordet wird.
Sherman, dessen Familie aus Holland stammt, wird vom Amsterdamer Polizeichef De Graaf frostig empfangen, da diesem die amerikanischen Einmischungen in nationale Angelegenheit missfallen. Dagegen gibt sich sein neuer Kontaktmann, Inspektor Van Gelder, deutlich hilfsbereiter – vor allem, da seine Nichte Trudi durch eine Überdosis Heroin acht Jahre zuvor schwere Hirnschäden davongetragen hat und sich erwachsen wie ein Kind benimmt.
Sherman wird kurz darauf von dem Attentäter verfolgt, kann ihn aber abschütteln und bis zu einem Lagerhaus verfolgen, das von dem Geschäftsmann Morgenstern betrieben wird. Nachdem er Kontakt zu der US-Agentin Maggie aufgenommen hat, welche als verdeckte Ermittlerin arbeitet und weitere Anhaltspunkte sucht, überwältigt Sherman den Attentäter in seinem Hotelzimmer – und tötet ihn versehentlich, bevor er weitere Informationen gewinnen kann.
Im Glauben, dass innerhalb der Behörde eine undichte Stelle ist, findet Sherman über Maggie mehr über Astrid Lemay heraus, Duclos Freundin, welche ebenfalls am Flughafen war und sich ihm gegenüber aber abweisend verhält. Bald wird klar: sie hat einen drogensüchtigen Bruder namens Georg, welcher ihr immer wieder Geld für Drogen abpresst. Damit macht sich die als Escort-Girl arbeitende Astrid angreifbar für Kriminelle, wie beispielsweise Morgenstern, welcher sie umgarnt.
Sherman und Maggie, welche seit langem Gefühle füreinander hegen, steigen dann in Morgensterns Lagerhaus ein, welches aber augenscheinlich nur Touristen-Souvenirs enthält. Während Sherman einem Hinweis des Attentäters folgt und mit „Marianne“ ein Boot identifiziert, folgt Maggie Lemay in eine Kirche voller augenscheinlich falscher Nonnen, welche ihre Bibeln dort tauschen. Einige später wird sie zudem Zeuge, wie Trudi Kontakt mit dem Pfarrer der Kirche aufnimmt.
Sherman hat dagegen Pech: eine Razzia in Morgensterns Lagerhaus ist erfolglos, Georg stirbt nach einer Überdosis und Astrid wird in ihrer Wohnung ermordet aufgefunden: ausstaffiert wie eine der Souvenir-Trachtenpuppen und an einer Kette aufgehängt (daher der Titel „Puppet on a chain“). Zuvor hatte er bei Morgenstern eine an einer Kette aufgehängte Puppe gefunden, deren Gesichtszüge Astrid glichen.
Der Ermittler ist sich bald sicher, dass die Drogen von der kleinen Insel Huyler stammen, wo auch die „Marianne“ zugelassen ist. Von dort werden sie über Morgensterns Lagerhaus in Trachtenpuppen, ausgehölten Bibeln oder Uhrengewichten (solche wurden als einzige nach dem Massaker vom Anfang aus dem Haus entwendet) in die USA geschmuggelt. Ferner hat es den Anschein, als würde die ahnungslose Trudi als Kurier missbraucht.
Maggie und er begeben sich nach Huyler, wo beide eine romantische Nacht miteinander verbringen, ehe Sherman sich heimlich an Bord der „Marianne“ schleicht und eine Übergabe beobachtet. Maggie mimt derweil die Touristin, wobei sie Trudi trifft, die ihr ihre Puppen-Sammlung im Schloss Linden auf der Insel zeigen möchte. Dabei gerät Maggie in einen Hinterhalt und trifft den Pfarrer wieder, welcher sich als der Drogenbaron Meegeren entpuppt, dem Schloss Linden gehört. Dieser lässt Maggie wie Astrid an einer Kette aufgehängt umbringen – direkt neben einer Trachtenpuppe mit ihren Gesichtszügen.
Kurz darauf kehrt Sherman zurück, dringt ebenfalls ins Schloss ein und entdeckt hier die Drogenschmuggel-Werkstatt. Als er bestürzt die tote Maggie findet, wird er niedergeschlagen und gefesselt. Meegeren offenbart sich ihm und will ihn anschließend mit hochfrequenten Tönen zu Tode foltern. Sherman befreit sich allerdings und liefert sich mit Meegeren anschließend eine Boots-Verfolgungsjagd bis in die Grachten Amsterdams. Hierbei kommt der Drogenbaron ums Leben, als sein Motorboot mit einem Schleusentor zusammenstößt und explodiert.
Gemeinsam mit Van Gelder begibt sich Sherman zu Morgensterns Lagerhaus, um diesen zu verhaften. Doch der wird von Trudi erschossen, welche ihre geistige Behinderung nur spielte. Sie und Van Gelder sind die wahren Drahtzieher des Drogenhandels, für das sie Morgensterns Warenhaus ohne dessen Wissen benutzten. Dank des eintreffenden De Graaf und seinen Leuten entkommt Sherman der bedrohlichen Lage, Trudi stirbt versehentlich während des Schusswechsels. Sherman verfolgt Van Gelder bis zum Lagerhausdach, wo dieser ihn niederschießt und schwer verletzt. Anschließend will Van Gelder sich an einem Lastenkran abseilen, doch Sherman schaltet mit letzter Kraft den Motor um, so dass der Inspektor stattdessen hochgezogen wird. Als diesem die Kraft ausgeht sich zu halten stürzt er (von Sherman ungerührt beobachtet) zu Tode.

## Unterschiede zum Buch
Der Film erschien nur rund zwei Jahre, nachdem Souvenirs auf dem Markt erschien. Autor Alistair MacLean ließ sich während eines Besuchs in Amsterdam davon inspirieren, den er gemeinsam mit seinem Geschäftspartner Geoffrey Reeve unternahm. Reeve führte dann beim Film auch Regie.
Die Ratten von Amsterdam hält sich größtenteils an die Romanvorlage und weicht nur in einigen dramaturgischen Punkten ab:
- Während Sherman im Roman ein erfahrener Interpol-Ermittler ist, wird dies im Film nicht direkt erwähnt.
- Zudem wird er im Buch von zwei Agentinnen (eine erfahren, eine jung) unterstützt, von denen er eine gegen Ende rettet. Im Film gibt Sherman eher den Einzelgänger, die Agentin Maggie stößt erst in Amsterdam hinzu.
- Das Lagerhaus wird im Roman von Morgenstern und seinem Partner Mugenthaler betrieben, im Film ist Morgenstern alleiniger Besitzer.
- Agentin Maggie kommt im Buch wie im Film ums Leben, stirbt allerdings nur im Film wie Astrid. Im Buch wird sie im Schlosshof von einer Einheimischen mit einer Mistgabel zu Tode geprügelt.
- Van Gelder stürzt im Film in den Tod, während er im Roman von einem Haken aufgespießt wird.

## Hintergrund
- Der Film entstand an Originalschauplätzen in den Niederlanden (u. a. in Muiderslot und Volendam) sowie in den Shepperton Studios. MacLean und Reeve arbeiteten im Vorfeld eng zusammen, wobei MacLean mit der Romanvorlage faktisch das Drehbuch zum Streifen lieferte. Produzent Unger war allerdings mit dem Skript unzufrieden und ließ es durch Paul Wheeler umschreiben, was wiederum MacLean verägerte.
- Letztendlich war auch Geoffrey Reeve mit der Rohfassung des Films unzufrieden, so dass Don Sharp für etliche Nachdrehs hinzugeholt wurde.
- Höhepunkt des Films ist die rund achtminütige Motorboot-Verfolgungsjagd durch Amsterdam, welche von Don Sharp inszeniert wurde. Sie war stilgebend für vergleichbare Sequenzen dieser Art, beispielswiese in James Bond 007 – Leben und sterben lassen, Verfluchtes Amsterdam oder Ein Teufelskerl.
- In der englischen Originalfassung werden Stewart F. Lane und Marc Malicz von Robert Rietti synchronisiert.
- Schauspielerin Suzanna Leigh erwähnte in ihren Memoiren, dass sie eine Rolle im Film gehabt hat: als weiblicher Handlanger. Ihr Charakter wird zwar erwähnt, der Auftritt allerdings aus der Endfassung herausgeschnitten.
- Für einige Ausstrahlungen in Großbritannien und in Deutschland wurde der Film aus Jugendschutzgründen geschnitten: es fehlen Aufnahmen des Hotelzimmer-Kampfes zwischen Sherman und dem Attentäter, insbesondere dessen blutiges Gesicht, die Beseitigung der Leiche im Aufzug, Szenen mit einigen barbusigen Damen im Nachtclub und eine Aufnahme der toten Trudi mit Kopfschusswunde.

## Synchronisation
Die deutsche Fassung entstand bei der Aura Film Synchron GmbH in München.
| Rolle            | Darsteller        | Synchronsprecher     |
| ---------------- | ----------------- | -------------------- |
| Paul Sherman     | Sven-Bertil Taube | Hartmut Reck         |
| Maggie           | Barbara Parkins   | Karin Hübner         |
| Insp. Van Gelder | Patrick Allen     | Niels Clausnitzer    |
| Col. De Graaf    | Alexander Knox    | K. P. Rohnstein      |
| Meegeren         | Vladek Sheybal    | Hans-Michael Rehberg |
| Georg Lemay      | Stewart F. Lane   | Manfred Seipold      |
| Morgenstern      | Marc Malicz       | Bruno W. Pantel      |
| Hotelmanager     | Michael Mellinger | Herbert Weicker      |

## Rezeption
- Lexikon des internationalen Films: „Schwungvoll inszenierter und durchgehend spannender Krimi.“[2]
- Cinema: „Trotz Klischees in Hülle und Fülle unterhaltsam“.[3]